# Falke (Schiff, 1902)
Die Falke war ein deutscher Frachtdampfer. Er wurde 1929 zur Unterstützung einer Revolution in Venezuela verwendet und nahm unter dem Namen Ilse Vormauer 1931 an einem Putschversuch in Kuba teil.
Anfangs lief das Schiff unter unterschiedlichen Namen, wurde aber von 1918 bis 1923 unter dem Namen Triton, u. a. durch die Reichsmarine als Vermessungsschiff verwendet.

## Technik
Der Rumpf des Schiffes bestanden aus einem Querspantbau-Stahlbau. Die stehende 3-Zylinder-3-fach-Expansionsmaschine wurde dabei durch drei Zylinderkessel mit maximal 12 atü versorgt. Das Schiff hatte ein Gewicht von 1119 BRT und besaß keine Bewaffnung.

## Schiffsgeschichte
Das Schiff lief am 28. November 1902 als Frachtdampfer Swift für das Unternehmen Hull & Netherland S. S. Co. Ltd. in einer englischen Werft vom Stapel und wurde im Dezember 1902 in Dienst gestellt.
1909 wurde die Swift in Selby Abbey umbenannt und war im Passagierdienst zwischen dem Humber und Rotterdam tätig. Im Januar 1911 geriet sie in einem Orkan vor Hoek van Holland auf Grund; ihre Passagiere wurden geborgen. Wann der Dampfer wieder flottgemacht wurde, ist unbekannt.

### Triton, SMSTritonundTriton I
1914 wurde er an Gerhard & Hay in Riga verkauft und erhielt den Namen Triton. Anfang August 1914 wurde das Schiff von den russischen Behörden als Blockschiff im Hafen von Windau (heute Ventspils) versenkt.
Am 16. September 1918 wurde es durch deutsche Einheiten gehoben und kam zur Wiederherstellung und zum Umbau in ein Vermessungsschiff in die Kaiserliche Werft Danzig. In dieser Funktion wurde es als Spezialschiff in die Liste der Kriegsschiffe aufgenommen.
Nach dem Krieg wurde es kurz als Verkehrsdampfer zwischen Kiel und Danzig eingesetzt. Nach einer erneuten Überholung war der Umbau am 1. Juni 1920 abgeschlossen und sechs Tage später war das Schiff einsatzbereit. Ab dem Zeitpunkt kam es als Vermessungsschiff in der Ostsee zum Einsatz. Es wurde in der Funktion im Juli 1921 durch die Panther abgelöst.
Am 9. Juli 1921 folgte die Außerdienststellung. Ein Tag später wurde die Triton aus der Liste der Kriegsschiffe gestrichen und kam zur Seetransport-Abteilung der Reichsmarine. Es folgte für das Deutsche Rote Kreuz ein Umbau zum Depot- und Expeditionsschiff. Im Anschluss an diese Nutzung war es ab 1922 Wohnschiff für den deutschen Generalkonsul in Petrograd. Vom 16. Mai 1923 an verrichtete die Triton I ihren Dienst als Bergungsschiff.

#### Kommandanten
- Korvettenkapitän z. D. Friedrich Schmid: von September 1918 bis 1919
- Korvettenkapitän Fritz Spieß: von Mai 1919 bis September 1919
- Kapitänleutnant/Korvettenkapitän Fritz Conrad: von Oktober 1919 bis Juli 1921

### Falke
1927 ging das Schiff an die Kauffahrtei AG in Hamburg, die es in Falke umbenannte. 1928 übernahm das Unternehmen F. Prenzlau & Co. in Hamburg das Schiff. Die Firmeninhaber Felix Prenzlau und Felix Kramarsky waren seit Jahren im internationalen Waffenhandel und -schmuggel tätig. Sie verkauften den Dampfer nach dem gescheiterten Putschversuch in Venezuela (siehe unten) Ende 1929 an den Reeder Vormauer in Bargteheide.
Angetrieben wurde das Schiff von einer Dampfmaschine mit einer Leistung von 2200 PS, die auf eine Schraube wirkte. Als Frachtschiff befanden sich 32 Besatzungsmitglieder an Bord, als Vermessungsschiff wurde es von 48 Mann bedient.

## Geschichte des „Falke-Zwischenfalls“
Die Falke, Heimathafen Altona, nahm Anfang August 1929 an einem Revolutionsversuch in Venezuela teil. Ziel war der Sturz des seit 1908 regierenden Präsidenten Juan Vicente Gómez.
Das Schiff transportierte von Deutschland bzw. Polen aus sowohl eine Waffenladung für die Revolutionäre als auch die revolutionäre Junta unter General Román Delgado Chalbaud (1882–1929). Am Ende der Reise stieg eine Truppe von Venezolanern zu, welche vor der Küste des Staates Sucre aufgenommen wurde. Zu diesem Zeitpunkt wurde die Falke in General Anzoategui umbenannt und führte eine venezolanische Revolutionsflagge.
Am 11. August 1929 lief die Falke in den Hafen von Cumaná, der Hauptstadt des Bundesstaats Sucre, ein. Dort wurde ein Landungskorps abgesetzt, dass aus Venezolanern und einigen als Söldner für die Revolutionsjunta angeworbenen deutschen Schiffsoffizieren und Matrosen bestand. Die örtlichen Behörden waren bereits zwei Tage vorher durch die Regierung in Caracas vorgewarnt worden und das Unternehmen scheiterte bereits im Ansatz.
Da Gefahr bestand, durch die venezolanische Luftwaffe bombardiert zu werden verließ die Falke fluchtartig den Hafen. Der 1. Offizier der Falke, Martin Esser, wurde in dem Gefecht mit den Regierungstruppen abgeschnitten und tauchte zusammen mit anderen Revolutionären für einige Monate in Venezuela unter. Es gelang ihm Ende des Jahres nach Deutschland zurückzukehren.
Die Besatzung forderte die Schiffsführung zum Anlaufen eines Hafens mit einem deutschen Konsul auf und die Falke lief daraufhin Port of Spain auf der Insel Trinidad an. Dort legten die englischen Behörden den Dampfer wegen des von der Regierung Gómez’ erhoben Vorwurfs der Piraterie an die Kette.
Der Falke-Zwischenfall war einer der größten Skandale der deutschen Seefahrtsgeschichte. Er führte in Deutschland zu mehreren Prozessen gegen die Reeder Prenzlau und Kramarsky sowie die Schiffsführung, die wegen Entführung und Menschenraubs angeklagt wurde. In der venezolanischen Geschichte war das Falke-Unternehmen der Höhepunkt der so genannten Filibusterunternehmen gegen die Regierung Gómez, d. h. der Versuch, die Regierung von See her zu stürzen.

## Weitere Schiffsnamen und Endschicksal
Die Falke wurde Ende 1929 an den Reeder Ernst Vormauer in Bargteheide verkauft und nach seiner Tochter in Ilse Vormauer umbenannt. Im August 1931 war sie an einem Filibuster-Unternehmen gegen den kubanischen Präsidenten Gerardo Machado beteiligt. Das Expeditionskorps bestand aus 37 Rebellen und einer umfangreichen Waffenladung. Sie verließ am 12. August den Hafen von New York und traf am 17. August 1931 vor dem Hafen von Gibara/Provinz Holguín ein. Sie verließ den Hafen, bevor der kubanische Kreuzer Patria eintraf und die Stellungen der Aufständischen beschoss.
Die Ilse Vormauer wurde später, Einzelheiten sind nicht bekannt, als Yunque (spanisch: Amboss) in kubanische Dienste gestellt und war in Baracoa registriert. 1935 wurde sie von der kubanischen Regierung übernommen und in Colombia umbenannt. Ab 1937 führte sie Transporte für die kubanische Marine durch. Sie strandete am 18. Oktober 1944 in einem Hurrikan (1944 Cuba–Florida hurricane) im Hafen von Havanna und wurde zum Wrack.

## Literarische Verarbeitung
1935 veröffentlichte der deutsche Schriftsteller Albert Daudistel seinen Roman Der Bananenkreuzer in der Deutschen Verlags-Aktiengesellschaft, Berlin. In dem Werk wurde die Venezuela-Expedition der Falke fiktionalisiert; die Falke trägt hierin den Namen Hektor.